# 井村屋グループ
井村屋グループ株式会社（いむらやグループ、英: IMURAYA GROUP CO.,LTD.）は、三重県津市に本社を置く、菓子メーカーの「井村屋」などを傘下に持つ持株会社。
中華まん、あずきバーなど冷菓、羊羹のほか、日本酒製造へも進出している。
企業スローガンは「おいしい！の笑顔をつくる」。

## 沿革
- 1896年（明治29年） - 井村和蔵が三重県飯南郡松阪町（現 松阪市）にて「井村屋」の名で菓子の製造を始める。
- 1947年（昭和22年）4月8日 - 和蔵の長男・井村二郎が中国戦線での戦友らと株式会社井村屋を設立。
- 1948年（昭和23年） - 三重県津市に津工場を開設。
- 1949年（昭和24年） - 大阪営業所（現 関西支店）を開設。
- 1950年（昭和25年） - 松阪営業所を開設。
- 1953年（昭和28年）
  - 商号を井村屋製菓株式会社に変更。
  - 名古屋営業所（現 東海支店）を開設。
- 1957年（昭和32年）8月30日 - 井村屋乳業株式会社を設立。
- 1959年（昭和34年） - 東京営業所（現 関東支店）を開設。
- 1961年（昭和36年） - 名古屋証券取引所第2部に株式を上場。
- 1962年（昭和37年） - 新潟営業所、金沢営業所、高松営業所、静岡出張所、仙台出張所（現 仙台支店）、福岡出張所（現 福岡支店）を開設。ゆであずき発売。
- 1964年（昭和39年） - 森下仁丹と業務提携し仁丹井村屋食品株式会社に変更するも、その後に業務提携解消。肉まん、あんまんを発売。
- 1965年（昭和40年） - 商号を井村屋製菓株式会社に変更。
- 1973年（昭和48年）
  - 本社を三重県津市へ移転。
  - 30円あずきバーを発売。
- 1973年（昭和48年） - アンナミラーズ1号店を青山に開店。
- 1979年（昭和54年） - 調味料事業部（現 井村屋フーズ株式会社）を設立し、愛知県豊橋市に七根工場を開設。
- 1990年（平成2年） - 米国アンナミラーズ社から日本での商標権を取得。独自の店舗展開を見せる。
- 1993年（平成5年） - 営業本部を東京に移設。
- 1994年（平成6年） - 商品開発部を東京に移設。
- 1997年（平成9年） - 東京証券取引所第2部に株式を上場。
- 1998年（平成10年） - 調味料事業部でISO 14001を認証取得。
- 2000年（平成12年） - 北京京日井村屋食品有限公司を中国に設立。
- 2002年（平成14年） - 本社などでISO 9001を認証取得。
- 2003年（平成15年）
  - JOUVAUD（ジュヴォー）1号店を二子玉川に開店。
  - 調味料事業部でISO 9001を認証取得。
- 2005年（平成17年）
  - 4月1日 - 社内カンパニー制を導入。
  - 6月1日 - 井村屋乳業株式会社を吸収合併し、チルドフーズカンパニーとする。
- 2010年（平成22年）10月1日 - 会社分割による持株会社制へ移行し、商号を井村屋グループ株式会社に変更[3]。
- 2017年（平成29年）
  - 4月1日 - ともに100%出資の連結子会社である日本フード株式会社が井村屋シーズニング株式会社を合併。日本フードの商号を井村屋フーズ株式会社に変更。
  - 12月7日 - 東証・名証ともに第1部に昇格[4]。
- 2019年（平成31年） - 井村屋グループ初の女性社長が就任した[5]。
- 2021年（令和3年） - 酒（日本酒）事業に参入。7月20日に、三重県産の酒米や水で仕込んだ日本酒「福和蔵（ふくわぐら）」を販売予定。[6]

## 主なグループ会社
- 井村屋株式会社
  - 本社・津工場 - 三重県津市高茶屋7-1-1
  - 関東支店・マーケティング本部 - 東京都文京区本郷1-24-1 ONEST 本郷スクエア4階
  - 東北支店 - 仙台市宮城野区榴岡1-6-30 ディーグランツ仙台ビル6階
  - 東海支店 - 名古屋市中区錦2-5-12 パシフィックスクエア名古屋錦7階
  - 関西支店 - 大阪市旭区清水4-1-16
  - 中四国支店 - 広島市東区光町2-7-7 ラシェール51
  - 九州支店 - 福岡市博多区博多駅前1-15-20 NOF博多駅前ビル3階
- 井村屋フーズ株式会社
  - 本社・中原工場 - 愛知県豊橋市中原町字地歩24-1（旧 日本フード）
  - 七根工場 - 愛知県豊橋市西七根町奥足田口88（旧 井村屋シーズニング）
- イムラ株式会社
- 井村屋スタートアッププランニング株式会社
- 北京京日井村屋食品有限公司(JIF)
- 井村屋(大連)食品有限公司(IDF)
- 井村屋(北京)食品有限公司(IBF)
- 井村屋(北京)企業管理有限公司(ICM)
- IMURAYA USA, INC.

## 主な製品
- 菓子
  - 羊羹
    - 水ようかん - 井村屋を代表する商品。
    - 片手で食べられる小さなようかん 塩[7]
    - えいようかん[8] - 5年6ヶ月間の長期保存が可能で保存食としても利用可能な羊羹。
    - JASDF羊羹 - 航空自衛隊第3航空団との共同開発製品。一般には市販していない。
    - スポーツようかん[9] - サイクルロードレースやマラソンや登山などの長時間に及ぶスポーツ時の補給食として開発された羊羹。運動継続のためのエネルギーや汗で失われる電解質を補給できる。

  - きんつば
  - でこたんようかん
  - カステラ5
  - ワンプッシュゼリー
- 冷菓
  - あずきバー [10]
  - 宇治金時バー
  - やわもちアイス[11]
  - 焼いもアイス
  - たい焼アイス[12]
  - 抹茶つぶあん最中 [13]
  - ボールアイス シリーズ
    - メロンボール[14]
    - スイカボール[15]
    - モモボール[16]
    - ドラえもん ボール[17]

  - たまごアイス
  - やわもちアイス 
    - やわもちアイス バニラ[18]
    - やわもちアイス わらびもち[19]
    - やわもちアイス 抹茶氷[20]
    - やわもちアイス 生八ッ橋味[21]

  - クリームチーズアイス
  - デコルティ
- 中華まん （コンビニで販売されるものの委託製造から、家庭用まで製造・販売中）
  - 肉まん、あんまん、カレーまん、ピザまん
- 食品
  - 氷みつ
  - ゆであずき缶詰
  - お赤飯の素
  - 豆ごはんの素
- 日配食品
  - 豆腐
- 飲料
  - めぐるる

## 特徴
- 商品の多くにあずきが原料として用いられており、あずきをテーマにした販売促進キャンペーンを行っている[22]。
- 同社ホームページ・製品パッケージや毎月1日付の中日新聞・東京新聞1面広告にも表記されているが、毎月1日は「あずきの日」、7月1日を「あずきバーの日」として定めており、日本記念日協会に認定されている。
- 1990年に制定されたコーポレートマーク（通称：アイアイマーク）は「母と子の絆」を表現している。「imuraya」の頭文字の「i」を人に見立て、「母と子」の楽しいひとときを表現し、人と人とのつながりを大切にする企業姿勢を表している。母と子の愛情と慈しみの心を持ち、独創的な楽しい商品とすぐれたサービスを提供し続け、お客様や社会に貢献できる企業を目指すという企業理念が込められている[23]。

### あずきバー

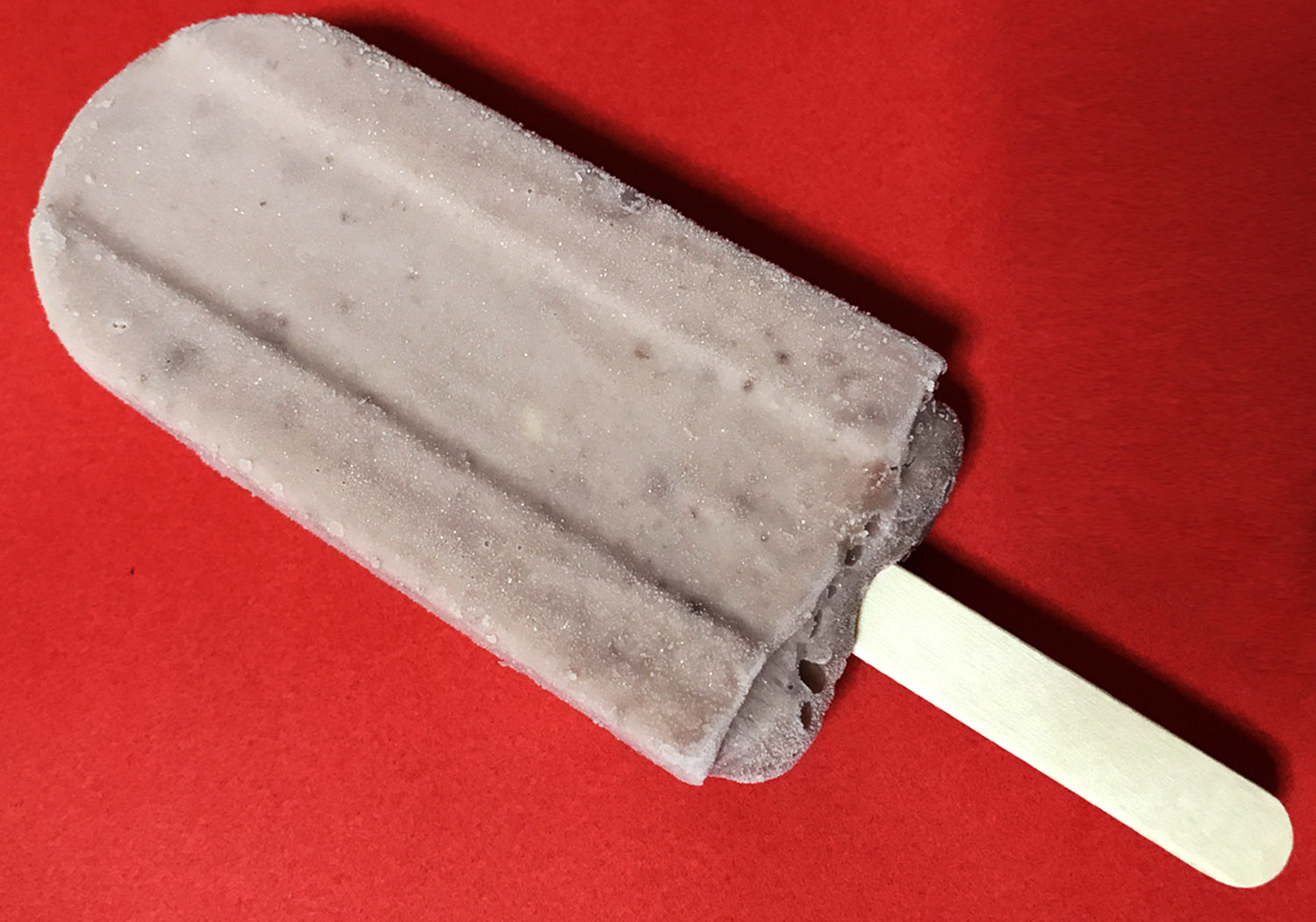
あずきバー

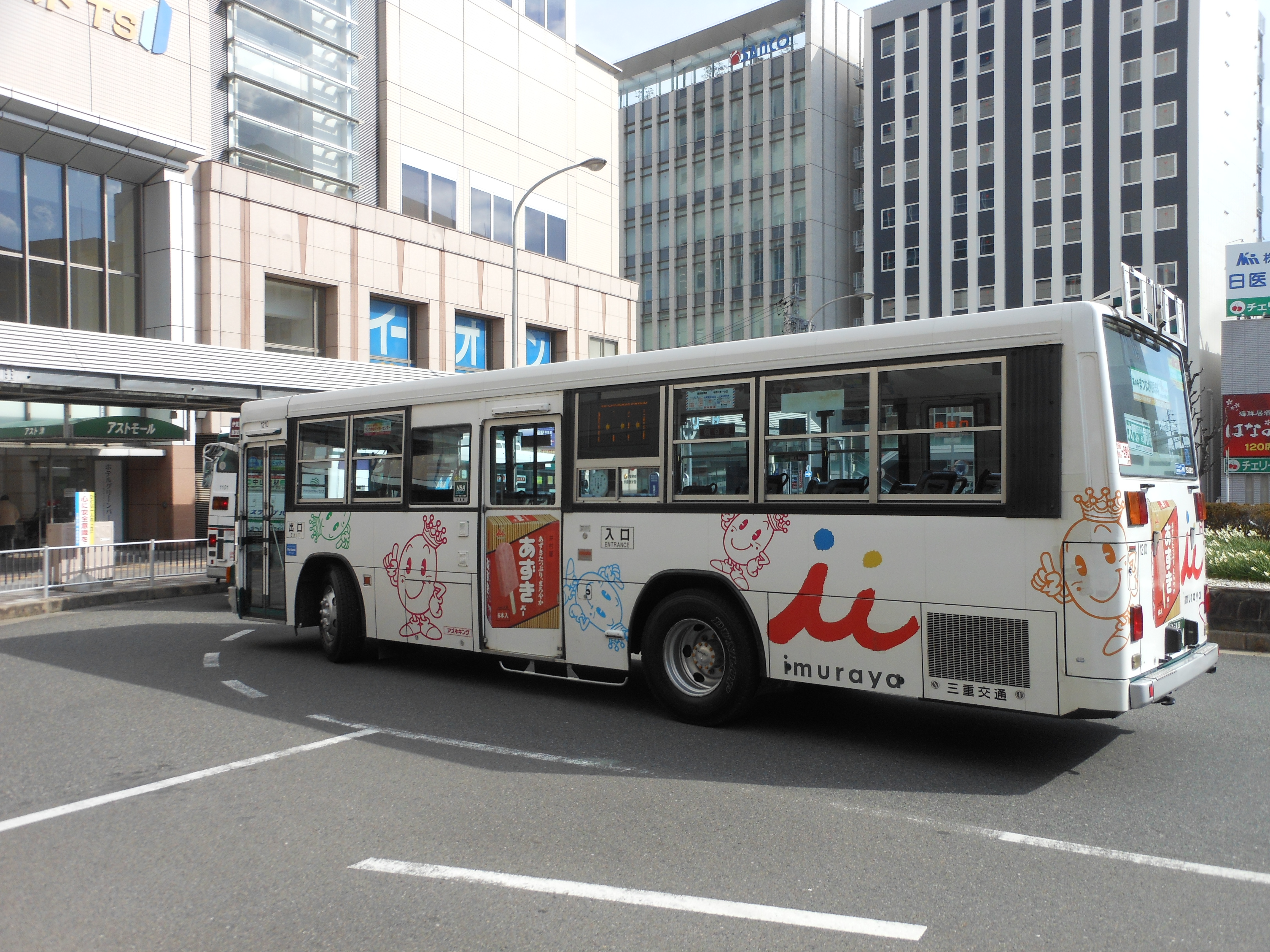
井村屋のあずきバーの広告でラッピングされた三重交通バス（津駅東口にて）

冷菓の「あずきバー」は単体売上高の2割弱を占める主力商品で、日本国内スーパーでは9割以上の店で売られるナショナルブランドである。
- 2008年からは、7月1日の「井村屋あずきバーの日[26]」を前に、東京など日本各地の街頭であずきバーの無料配布を行っている[27]。
- 同社は、2010年7月にあずきバーの商標登録出願を特許庁にしたが、同庁は「他の商品との識別が不可能である」としてこれを退けた。これについて同社は、この決定の取り消しを求め知財高裁に訴訟を提起。2013年1月24日に同高裁は「『あずきバー』は井村屋の商品の名称として広範に認知されている」などとして訴えを認め、特許庁の決定を取り消した[28][29]。
- 冷凍庫から出してすぐのあずきバーは非常に堅く、井村屋のホームページには堅さに関する注意が掲載されている[30]。 ロックウェル硬さが計測され、冷凍庫から出してすぐのものはサファイアより硬いという結果が出たり[31]、専用のかき氷器が開発さたりする[32]など、堅さが話題になることも多い[31][33]。食べやすくするには、常温で5～10分ほど置くか、冷蔵庫に20～30分ほど入れておくなどの方法がある。
- 井村屋によると、乳化剤や安定剤といった添加物が使用されておらず乳固形分が含まれていないこと、空気の含有量が少ないことが堅さの要因であり、また時代に合わせた味の変化で甘さが抑えられ水分が増えたことにより、以前よりも堅くなっている[31][33]。
- 2015年2月に公式ツイッターが「伝統的なあずきバーの製法」というジョークツイートを写真とともにリツイートした[34]が、この写真が岐阜県関市で行われている「古式日本刀鍛錬」で、市に画像使用の事後承諾を得たことで[35]井村屋と関市の交流が始まり、同年4月には鍛錬イベントのプレゼントとしてあずきバーが用意されることとなった[36]。また、同年からふるさと納税の返礼品にも用いられるようになった[37]。

## CM
- CMは、名古屋の民放テレビ局及び三重テレビで放送されている。また、その他の地方でも北海道放送のように時々CMが流れる局がある。

### 提供番組
現在提供中の番組は以下のとおり。
- お天気レーダー（日曜21時54分〜22時、東海テレビ） - なお天気予報のバックの画面は、冬は中華まんの製造工程 夏は、あずきバーの製造工程の様子が放送されている。コマーシャルでは不定期に高木美保出演のあずき商品の30秒CMを放送し、夏はあずきバーの15秒CMを2本、冬は肉まん・あんまんの15秒CMを2本を放送している。
  - 提供読みは、社名変更前は「井村屋製菓の提供でお送りします(お送りしました)」だったが社名変更後は「井村屋の提供でお送りします(お送りしました)」となっている。
- JNNフラッシュニュース（20時54分〜21時、CBC） - エンドカードは、夏はあずきバーのパッケージの写真が、冬は中華まんの写真が写っている。
  - 提供読みは、｢おいしいの笑顔をつくる、井村屋の提供でお送りしました｣である。
- キャッチ!（中京テレビ） - 月曜日17時台
- ゆずのオールナイトニッポンGOLD（木曜22:00〜24:00、ニッポン放送ほか）
- 伃利子 サンデーカフェ（日曜10:45〜10:55、東海ラジオ）
- 川村妙慶の心が笑顔になるラジオ（土曜8:00〜8:30、KBS京都）

## 関連会社
- アンナミラーズ - 日本では井村屋が運営している。

## タイアップ
- 天外魔境 第四の黙示録（肉まんなどがゲーム中のアイテムとして登場）
- ピクミン2（スペシャルサンクスとして作中にゆであずきの缶詰が「まるみえアーカイブ」として登場）

## テレビ番組
- 『がっちりマンデー!!』（2012年9月30日、TBSテレビ）- 同社の特集が組まれ、当時社長であったのちの会長の浅田もスタジオ出演した[38]。
- 『日経スペシャル カンブリア宮殿』 誰にも負けない小豆で、他にない商品を作れ!（2017年5月25日、テレビ東京）- 会長（当時）の浅田が出演[39]。

## その他
- 2014年当時の社長であった寺家がトライアスロン選手であることもあり、伊勢志摩・里海トライアスロン大会に協賛している[40]。